# オテルマ彗星
オテルマ彗星(英語: 39P/Oterma)は、太陽系の周期彗星である。小惑星のケンタウルス族のように木星よりも近日点距離が大きく、海王星よりも軌道長半径が小さい軌道を持つ。フィンランドの天文学者リイシ・オテルマが1943年4月8日に発見した。
オテルマ彗星は、1936年から1938年まで、木星によって一時的に衛星として捕獲されていた。この現象は木星と2:3で共鳴する準ヒルダ群彗星(QHC)に多い。しかし、この彗星が木星近傍を通過したのはごく短い時間であったため、完全な惑星の衛星にはならなかった。
1943年に発見された時から、発見時は近日点距離3.4 auでコマも視認できたが、1963年に木星に0.095 auまで接近したときに摂動を受けてからは近日点距離は5.4 auとなった。